# Pony Boy Records
Pony Boy Records is een Amerikaans platenlabel voor jazz, gevestigd in Seattle. Artiesten wier werk op het label verscheen zijn onder meer Jay Thomas, Karen Shivers, Dave Anderson, Jim Cutler, Larry Fuller, Brian Nova, Carolyn Grave, Edmonia Jarrett, Joe Massters & Chris Clark, Greg Williamson, Charlie May en Emerald City Jazz Orchestra.